# Вус Світлана Михайлівна
Світлана Михайлівна Вус (20 жовтня 1956, смт Сатанів, нині Городоцького району Хмельницької області) — суддя Судової палати у кримінальних справах Верховного Суду України. Суддя вищого кваліфікаційного класу. Заслужений юрист України (2005).

## Біографія
Народилася в Сатанові в родині службовців. У 1964—1974 роках навчалася в Сатанівській середній школі.
Трудову діяльність розпочала 1974 року. У 1974—1977 роках — діловод, секретар судового засідання, судовий виконавець Орджонікідзевського районного народного суду міста Уфи (Росія). У 1977—1978 роках — судовий виконавець Октябрського районного народного суду Уфи. Від 1978 року — секретар судового засідання Залізничного районного народного суду Львова. У 1978—1982 роках — судовий виконавець.
1981 року закінчила юридичний факультет Львівського державного університету імені Івана Франка за спеціальністю «Правознавство» і наступного року була обрана народним суддею Ленінського районного народного суду Львова. У 1987—1995 роках працювала суддею Львівського обласного суду.
13 вересня 1995 року постановою Верховної Ради України призначена суддею Верховного Суду України .
Захоплення: подорожі, плавання, історична і довідкова література.

## Нагороди
- 23 серпня 2005 року надано звання «Заслужений юрист України» — за значний особистий внесок у соціально-економічний, науковий та культурний розвиток України, вагомі трудові здобутки та активну громадську діяльність [2].
- 14 грудня 2006 року нагороджено орденом княгині Ольги третього ступеня — за значний особистий внесок у розбудову правової держави, здійснення правосуддя, високий професіоналізм у захисті конституційних прав і свобод громадян та з нагоди Дня працівників суду [3].
- Нагороджено Почесною грамотою Верховної Ради України.